# Ferrari F355
Ferrari F355 är en sportbil från Ferrari som tillverkades mellan 1994 och  1999 då den ersattes av Ferrari 360. 
Ferrari F355 ersatte Ferrari 348. Bilen bröt den namngivningstradition Ferrari länge följt där namnet var en kombination av motorvolym och cylinderantal (till exempel 246 = 2.4 liter, 6 cylindrar). Istället döptes den till 355 efter motorvolym (3,5 liter) och antal ventiler per cylinder (5).

## Motor
Bilen skilde sig från sin föregångare Ferrari 348 bland annat genom en större V8:a (3,5 liter) med 5 ventiler per cylinder. Maxeffekten var 380 hk vid 8500 r/min.
| Modell | Motor              | Cylindervolym | Effekt | Bränsle            |
| ------ | ------------------ | ------------- | ------ | ------------------ |
| F355   | 8-cyl V-motor DOHC | 3496 cm³      | 380 hk | Bränsleinsprutning |

## F355 GTB/GTS
Vid lanseringen i maj 1994 fanns två varianter på bilen, Berlinetta (coupé) och GTS (targa). Karossen var en vidareutveckling av företrädaren, med mjukare, avrundade linjer.

## F355 Spider
1995 lanserades Spider cabriolet. 

## 355 F1
1998 blev 355:an första Ferrari att erbjudas med den elektro-hydrauliskt styrda växellådan F1. 
Över 12 000 Ferrari F355 tillverkades.

## Bilder

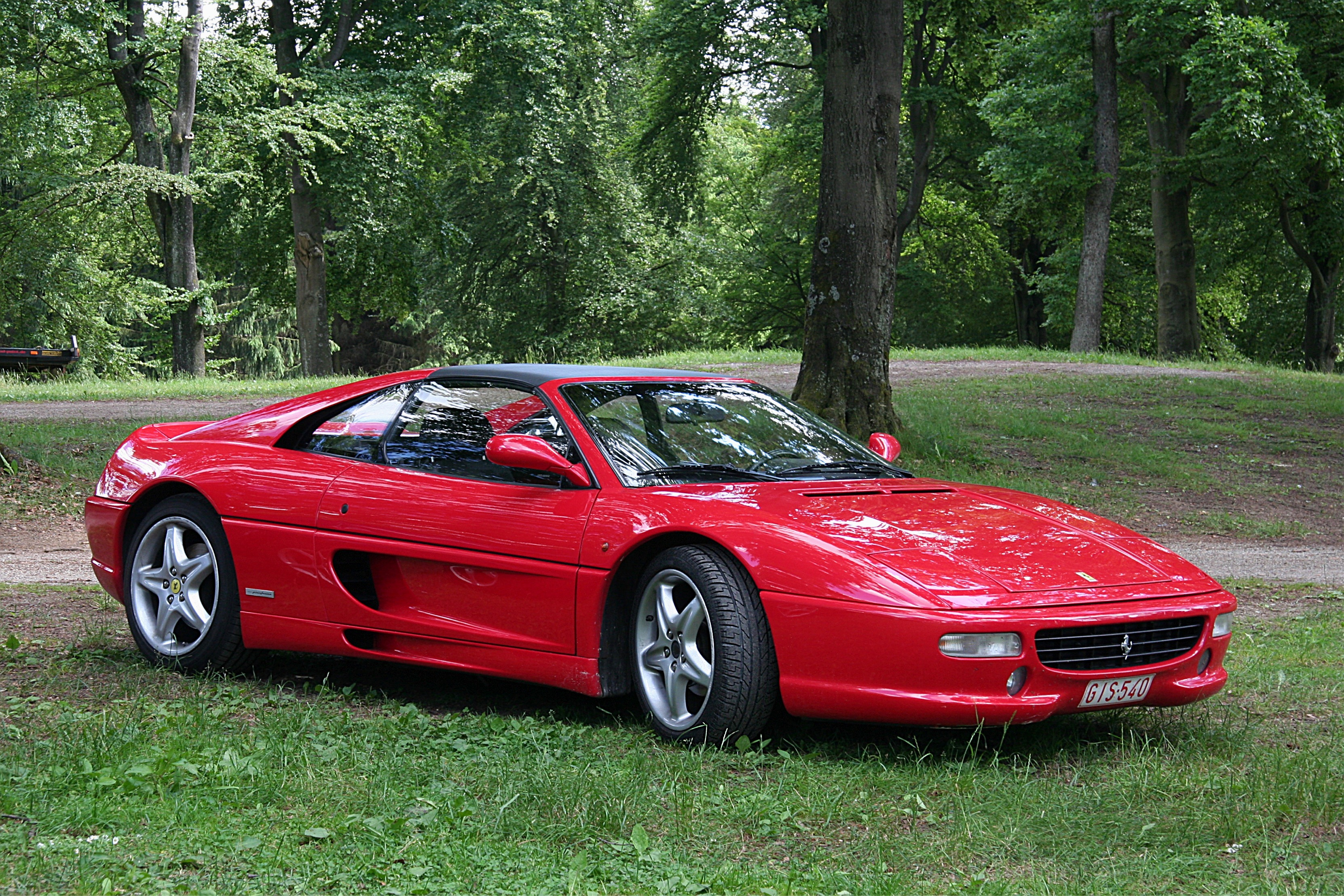
Ferrari F355 GTS
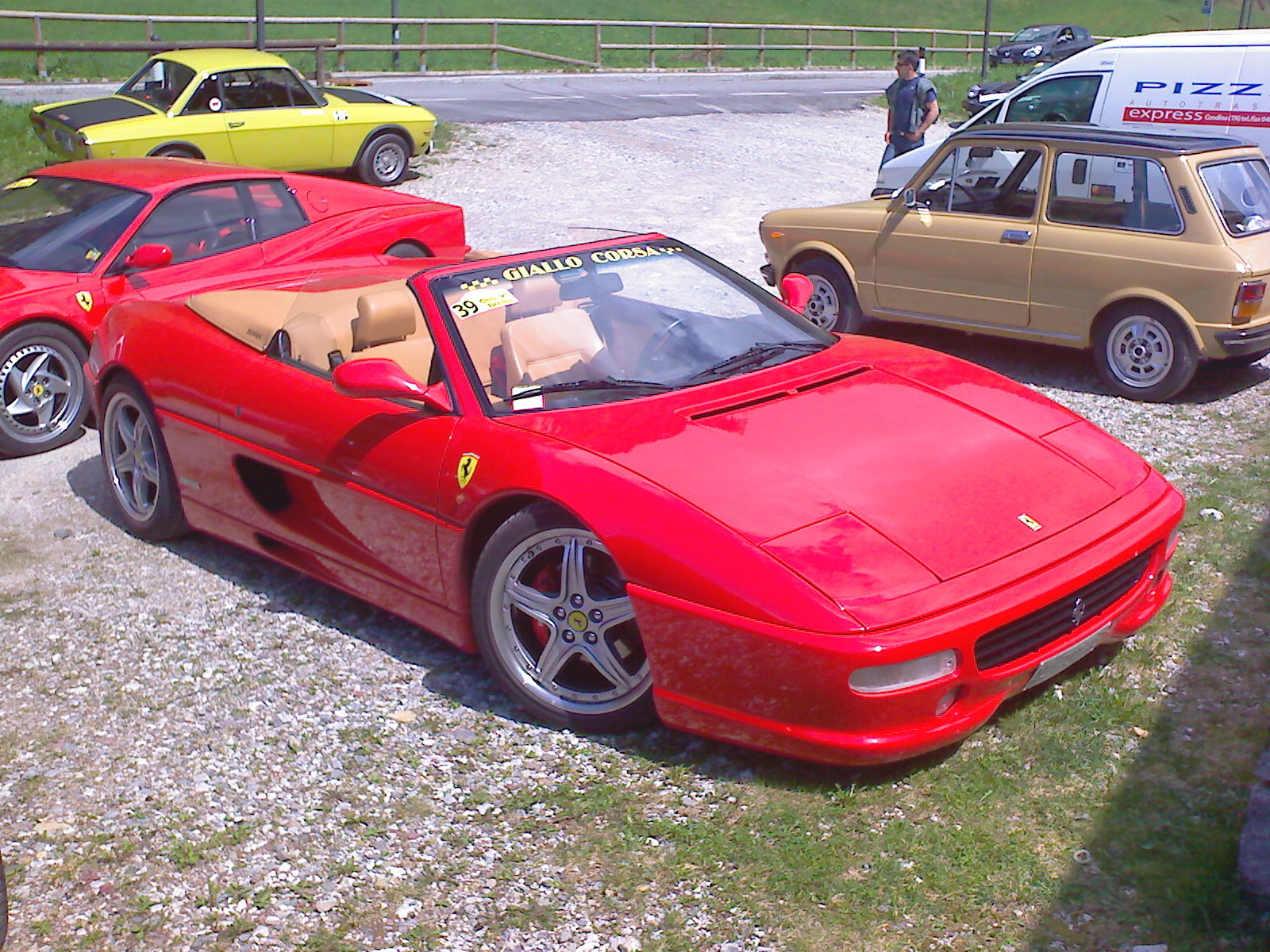
Ferrari F355 Spider